# Изволенский, Николай Павлович
Николай Павлович Изволенский (1845—1916) — русский литературовед.
Образование получил в Санкт-Петербургском историко-филологическом институте. Его главные труды: «Гнедич, как оратор, филолог и патриот» (1883) и «Историко-литературный разбор Слова о Полку Игоря» (1886), включающий прозаический пересках текста. По мнению видного специалиста по «Слову о полку Игореве» О. В. Творогова, сочинение Изволенского «весьма примитивно по мысли и стилю», а перевод «не отличается точностью» .